# Zee Tamil
Zee Tamil es un canal de televisión por suscripción generalista en idioma tamil indio propiedad de Zee Entertainment Enterprises. El canal comenzó a transmitir en 2008 y está disponible a nivel internacional. El canal transmite desde Chennai, Tamil Nadu.
Zee Entertainment Enterprises también lanzó un canal de películas en tamil llamado Zee Thirai en 2020.

## Historia
Zee Tamil se lanzó el 12 de octubre de 2008 como el tercer canal del sur de la India después de las contrapartes en télugu y canarés (Zee Telugu y Zee Kannada). Fue lanzado bajo Zee Entertainment Enterprises. En Canadá, el canal es distribuido por Ethnic Channels Group.
Zee Tamil se renovó con una actualización de sus gráficos al aire el 15 de octubre de 2017 con el lema «Let's bridge heart and welcome change» (en español, «unimos el corazón y damos la bienvenida al cambio»), junto con el lanzamiento de una transmisión de alta definición con la actriz de cine tamil Jyothika como embajadora de marca. El cambio de marca coincidió con las celebraciones del jubileo de plata de Zee, donde todos los canales de la red adoptaron una nueva apariencia.
El 19 de septiembre de 2018, Astro agregó clientes del paquete «Samrat», Zee Tamil HD (Canal 232) y compra hasta octubre de 2018. El 19 de enero de 2020, se lanzó su canal hermano Zee Thirai, que transmite películas de Kollywood sin parar. Este canal de películas fue lanzado por el actor Kamal Haasan en el escenario de los Premios Zee Cine Tamil (2020). El 9 de octubre de 2023, coincidiendo con su 15.º aniversario, Zee Tamil presentó nuevos gráficos.

## Canal hermano

### Zee Thirai
Zee Thirai es un canal de televisión por suscripción en idioma tamil de la India que transmite películas en tamil las veinticuatro horas del día, los siete días de la semana. Se lanzó el 19 de enero de 2020 y es propiedad de Zee Entertainment Enterprises (ZEEL).

## Programación
La programación de Zee Tamil incluye series, programas espirituales, cocina, programas de entrevistas, espectáculos musicales, películas y eventos. Transmite series de fantasía y romance. Zee Tamil también transmite programas de telerrealidad como Dance Jodi Dance, Genes, Sa Re Ga Ma Pa Seniors, Survivor Tamil, Tamizha Tamizha y Rockstar.

## Índices de audiencia
En 2017, después de que el canal pasara por una renovación completa, las acciones subieron del 5% a entre el 13% y el 15% ese año. Convirtiendo a Zee Tamil en el segundo canal de televisión en tamil más visto.